# Maître après le diable
Pour plus de détails, voir Fiche technique et Distribution.
Maître après le diable (Hurricane Smith) est un film américain réalisé par Jerry Hopper et sorti en 1952.

## Synopsis
Hurricane Smith s'empare d'un navire commandé par le capitaine Raikes, un esclavagiste, et fait route vers l'Australie. Là, lui et ses hommes se font passer pour des botanistes afin d'explorer les environs, mais en réalité ils recherchent la cache d'un trésor. Dans le même temps, Smith s'éprend de la belle Luana.

## Fiche technique
- Titre : Maître après le diable
- Titre original : Hurricane Smith
- Réalisation : Jerry Hopper
- Scénario : Frank Gruber d'après une histoire de Gordon Ray Young
- Production : Nat Holt
- Société de production : Paramount Pictures
- Musique : Paul Sawtell
- Photographie : Ray Rennahan
- Montage : Frank Bracht
- Direction artistique : Hal Pereira et Walter H. Tyler
- Décorateur de plateau : Sam Comer et Bertram C. Granger
- Costumes : Edith Head
- Pays de production : États-Unis
- Langue : anglais
- Format : Technicolor - Son : Mono (Western Electric Recording)
- Genre : Aventure maritime
- Durée : 90 minutes
- Date de sortie :
  - États-Unis : 3 octobre 1952
  - France : 8 septembre 1954 Nice

## Distribution
- Yvonne De Carlo : Luana Whitmore
- John Ireland : Hurricane Smith
- James Craig : Gorvahlsen
- Forrest Tucker : Dan McGuire
- Lyle Bettger : Clobb
- Richard Arlen : Brundage
- Mike Kellin : Dicer
- Murray Matheson : Dr Whitmore
- Henry Brandon : Sam
- Emile Meyer : Capitaine Raikes
- Stuart Randall : Matt Ward
- Ralph Dumke : Ben Hawkins
- Kim Spalding : Brown